# Maria Immakulata von Österreich

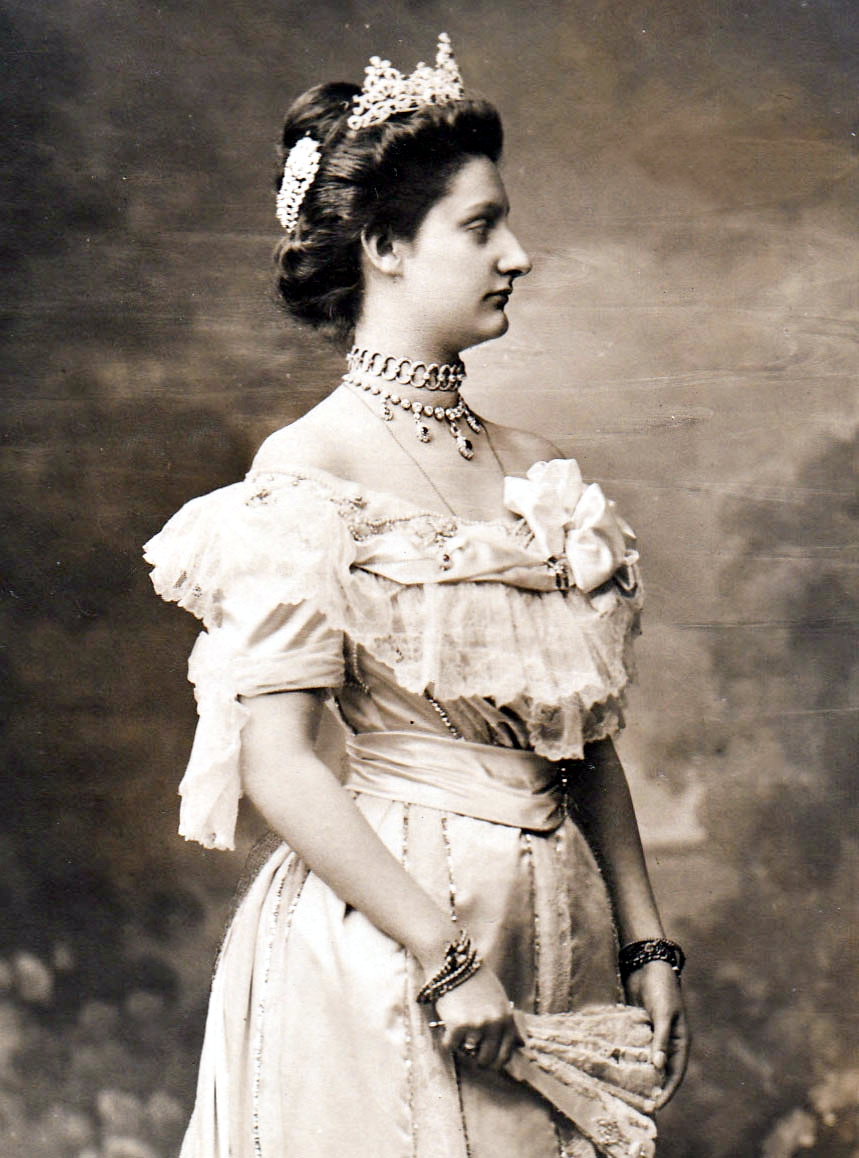
Maria Immakulata von Österreich (1910)

Maria Immakulata von Österreich (vollständiger Name: Maria Immakulata Rainera Josepha Ferdinande Theresia Leopoldine Antoinette Henriette Franziska Karoline Aloysia Januaria Christine Philomena Rosalia; * 3. September 1878 in Baden (Niederösterreich); † 25. November 1968 auf Schloss Altshausen, Altshausen, Baden-Württemberg) war eine geborene  Erzherzogin von Österreich sowie Prinzessin von Toskana und durch Heirat Herzogin von Württemberg.
Maria Immakulata entstammte dem Haus Habsburg. Sie war das siebente Kind und die vierte Tochter des Erzherzogs Karl Salvator von Österreich-Toskana und seiner Gattin Maria Immaculata von Neapel-Sizilien. Am 29. Oktober 1900 vermählte sie sich in Wien mit dem fünf Jahre älteren Herzog Robert von Württemberg, einem Sohn des Herzogs Philipp von Württemberg und der Marie Theresia von Österreich. Das Paar bekam keine Kinder. Maria Immakulata starb 1968 im Alter von 90 Jahren auf Schloss Altshausen in Württemberg und wurde dort auch beigesetzt.